# Sjarhej Sakalouski
Sjarhej Sakalouski (belarussisch Сяргей Сакалоўскі, engl. Transkription Siarhey Sakalouski; * 21. Juni 1976) ist ein früherer belarussischer Biathlet und mittlerweile Biathlontrainer.
Sakalouski hatte seine erfolgreichste Zeit als aktiver Sportler um das Jahr 2000. In Kościelisko nahm er an den Biathlon-Europameisterschaften 2000 teil und belegte die Plätze 51 im Sprint und sechs an der Seite von Sjarhej Nowikau, Igor Pesterew und Rustam Waliullin im Staffelrennen. Nach der EM wurde er zudem in Lahti in zwei Rennen des Weltcups 1999/2000 eingesetzt. In einem Einzel erreichte er Platz 52, im darauf basierenden Verfolgungsrennen verbesserte er sich um zwei Ränge auf Platz 50. 
Nach seiner aktiven Karriere wurde Sakalouski Trainer und betreut unter anderem Aljaksandr Syman und Jewgeni Markaschanski.

## Biathlon-Weltcup-Platzierungen
Die Tabelle zeigt alle Platzierungen (je nach Austragungsjahr einschließlich Olympische Spiele und Weltmeisterschaften).
- 1.–3. Platz: Anzahl der Podiumsplatzierungen
- Top 10: Anzahl der Platzierungen unter den ersten zehn (einschließlich Podium)
- Punkteränge: Anzahl der Platzierungen innerhalb der Punkteränge (einschließlich Podium und Top 10)
- Starts: Anzahl gelaufener Rennen in der jeweiligen Disziplin

| Platzierung | Einzel | Sprint | Verfolgung | Massenstart | Staffel | Gesamt |
| ----------- | ------ | ------ | ---------- | ----------- | ------- | ------ |
| 1. Platz    |        |        |            |             |         |        |
| 2. Platz    |        |        |            |             |         |        |
| 3. Platz    |        |        |            |             |         |        |
| Top 10      |        |        |            |             |         |        |
| Punkteränge |        |        |            |             |         |        |
| Starts      | 1      |        | 1          |             |         | 2      |